# Johnny Alegre
Juan Bautista Alegre (III) y Hernaez (4 de junio de 1955), conocido artísticamente como Johnny Alegre. Es un músico filipino de jazz, que asistió a la Universidad de Filipinas en la década de los años 70, donde se especializó en composición y fue miembro fundador de la UP Jazz Ensemble. Estudió jazz, con el Dr. Joseph Howard quien fue su maestro y participó en talleres de creación junto al musicólogo y compositor, Erhard Karkoshka, guitarrista de Ike Isaacs y compositor de Chou Wen-chung. Participó en diferente grupos en las grabaciones en estudio, que abarcaba más de veinte años de jazz en las Filipinas y sobre la historia de la música popular, tanto como músico y productor musical. En mayo de 2002, Johnny Alegre ha formado un grupo de jazz en Manila, junto con los bajistas Colby de la Calzada, Koko Bermejo. el baterista, pianista y saxofonista Elhmir Saison Tots Tolentino. Su primer trabajo, "piedras de Intramuros", escrito por Alegre, se incluyó en el CD en la edición limitada en su natal Filipinas, sobre una antología de jazz, Jazz Vol. 1 Adobo, que contó con la atención de la compañía discográfica de jazz, Candid Records. Posteriormente, el álbum homónimo, "Johnny Alegre afinidad", fue lanzado en Argentina a mediados de 2005 y fue relanzado en el Reino Unido como Jazzhound, coronada por dos entradas en las que fueron agotadas en compromisos auspiciadas por PizzaExpress en Londres. En el Club de Jazz fue invitado el saxofonista Dimitri Vassilakis. En 2009, realizó la grabación como trío junto al guitarrista y compositor mundialmente reconocido con músicos de jazz, el estadounidense, Billy Hart (batería) y Ron McClure (bajo), que ha sido lanzado bajo el sello discográfico de MCA Music (Universal Music Group), titulado "Johnny Alegre 3".

## Discografía
- 2002 - Jazz Vol. Adobo. 1 - one track ("Stones of Intramuros") 1 - un tema ( "Piedras de Intramuros")
- 2003 - El concierto en Remedios Circle
- 2005 - Johnny Alegre afinidad (CAN-KC-5001) aka Jazzhound (CCD 79842) (en el Reino Unido)
- 2006 - ecológicamente racional [World Wildlife álbum a beneficio del Fondo] (ALI) - una pista ( "Jazzhound" [Radio Edit])
- 2008 - Cielos del Este (CAN-KC-5006)
- 2009 - Johnny Alegre 3 (MCA-Universal, la UPC: 00600753200070)